# Svartifoss
Svartifoss (Le cascate nere) è una cascata islandese situata all'interno del Parco nazionale Skaftafell.
Caratteristica particolare di questa cascata è la presenza di colonne di basalto dalla forma esagonale di provenienza vulcanica.
La cascata Svartifoss è raggiungibile a piedi in circa 45 minuti, percorrendo un sentiero che parte dal campeggio del parco. Proseguendo verso ovest si raggiunge la località denominata Sjónarsker.